# Allophylus timoriensis
Allophylus marquesensis és una espècie de plantes arbòries amb flors. Va ser descrit per primera vegada per Forest Brown. Allophylus marquesensis és un membre del gènere Allophylus i de la família Sapindàcies.
Fou descrita per primera vegada per Dc., i a la qual Carl Ludwig von Blume va donar el seu nom actual el 1847.
La UICN no classifica el gènere el nivell de risc d'extinció per tenir-ne dades deficients.
Aquesta espècie és endèmica de les Illes Marqueses.
No hi ha cap altra subespècie llistada.

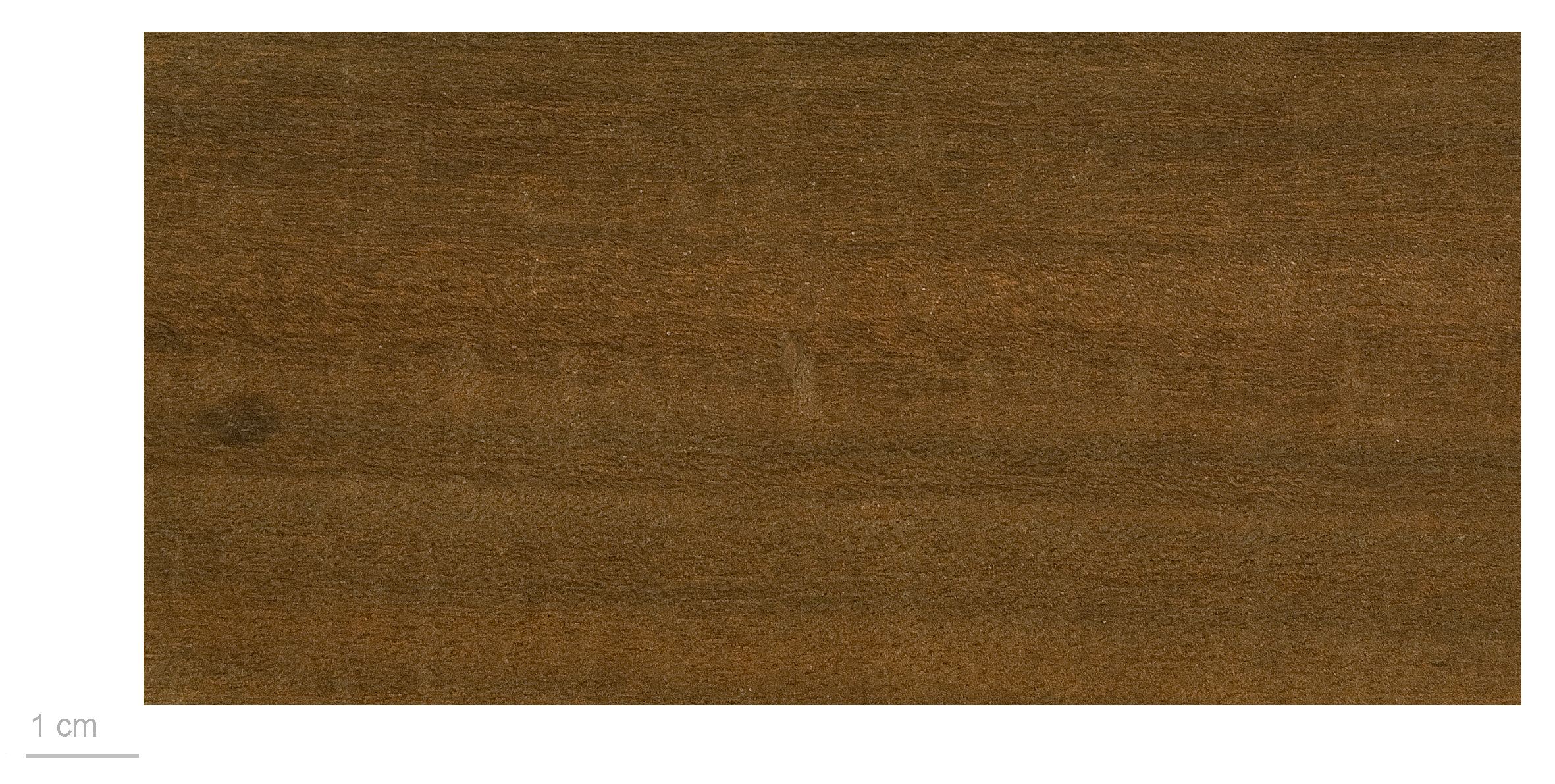
Mostra de fusta dAllophylus timoriensis. Museu de Tolosa.